# Lonely (canción de Akon)
«Lonely» es una canción del cantante estadounidense-senegalés Akon, lanzada el 22 de febrero de 2005 e incluida en su álbum debut Trouble como el tercer sencillo del mismo. Alcanzó el puesto número uno en distintas listas musicales y ha sido certificado como disco platino en Australia, Brasil, Reino Unido y Estados Unidos.
La canción fue escrita por Akon y Gene Allan, y compuesta en un tono de do mayor con un tempo de 90 BPM. Además contiene un sample de la canción «Mr. Lonely» del cantante estadounidense Bobby Vinton.

## Lista de canciones
| CD1 (Reino Unido) |                             |          |  |
| N.º               | Título                      | Duración |  |
| 1.                | «Lonely» (clean version)    | 3:58     |  |
| 2.                | «Trouble Nobody» (explicit) | 3:21     |  |

| CD2 (Reino Unido) |                                                                        |          |  |
| N.º               | Título                                                                 | Duración |  |
| 1.                | «Lonely» (UK radio edit)                                               | 3:33     |  |
| 2.                | «Trouble Nobody» (clean)                                               | 3:21     |  |
| 3.                | «Kill the Dance (Got Something for Ya)» (featuring Kardinal Offishall) | 2:54     |  |
| 4.                | «Lonely» (video)                                                       | 3:58     |  |

| Sencillo CD (Estados Unidos) |                                    |          |  |
| N.º                          | Título                             | Duración |  |
| 1.                           | «Lonely» (clean version)           | 3:58     |  |
| 2.                           | «Lonely» (versión instrumental)    | 3:58     |  |
| 3.                           | «Belly Dancer (Bananza)» (snippet) | 1:31     |  |

## Posicionamiento en listas

### Semanales
| Lista (2005)                              | Mejor posición |
| ----------------------------------------- | -------------- |
| Australia (ARIA)                          | 1              |
| Australia (ARIA Urban Singles)            | 1              |
| Austria (Ö3 Austria Top 40)               | 1              |
| Bélgica (Flandes) (Ultratop 50)           | 2              |
| Bélgica (Valonia) (Ultratop 50)           | 2              |
| Canadá CHR/Pop Top 30 (Radio & Records)   | 2              |
| República Checa (Rádio Top 100 Oficiální) | 1              |
| Dinamarca (Tracklisten)                   | 1              |
| Unión Europea (Eurochart Hot 100)         | 1              |
| Finlandia (OFC)                           | 19             |
| Francia (SNEP)                            | 2              |
| Alemania (Offizielle Deutsche Charts)     | 1              |
| Hungría (Rádiós Top 40)                   | 15             |
| Hungría (Dance Top 40)                    | 21             |
| Irlanda (IRMA)                            | 1              |
| Países Bajos (Dutch Top 40)               | 1              |
| Países Bajos (Mega Single Top 100)        | 1              |
| Nueva Zelanda (Recorded Music NZ)         | 1              |
| Noruega (VG-lista)                        | 2              |
| Suecia (Sverigetopplistan)                | 2              |
| Suiza (Schweizer Hitparade)               | 1              |
| Reino Unido (UK Singles Chart)            | 1              |
| Estados Unidos (Billboard Hot 100)        | 4              |
| Estados Unidos (Mainstream Top 40)        | 5              |
| Estados Unidos (Hot R&B/Hip-Hop Songs)    | 57             |

### Fin de año
| Lista (2005)                      | Posición |
| --------------------------------- | -------- |
| Australia (ARIA)                  | 3        |
| Austria (Ö3 Austria Top 40)       | 3        |
| Bélgica (Ultratop 50 Flanders)    | 10       |
| Bélgica (Ultratop 50 Wallonia)    | 5        |
| CIS (Tophit)                      | 67       |
| Alemania (Official German Charts) | 3        |
| Hungría (Rádiós Top 40)           | 52       |
| Países Bajos (Dutch Top 40)       | 12       |
| Países Bajos (Single Top 100)     | 15       |
| Nueva Zelanda (Recorded Music NZ) | 15       |
| Rumania (Romanian Top 100)        | 23       |
| Suecia (Sverigetopplistan)        | 14       |
| Suiza (Schweizer Hitparade)       | 4        |
| UK Singles (OCC)                  | 7        |
| Billboard Hot 100                 | 44       |

### Fin de década
| Lista (2000-2009)                 | Posición |
| --------------------------------- | -------- |
| Australia (ARIA)                  | 49       |
| Alemania (Official German Charts) | 55       |

## Certificaciones
| País           | Certificación | Ventas  |
| -------------- | ------------- | ------- |
| Australia      | Platino       | 140 000 |
| Austria        | Oro           | 15 000  |
| Bélgica        | Oro           | 25 000  |
| Brasil         | Platino       | 60 000  |
| Dinamarca      | Oro           | 4 000   |
| Alemania       | Oro           | 150 000 |
| Nueva Zelanda  | Oro           | 5 000   |
| Suecia         | Oro           | 10 000  |
| Suiza          | Oro           | 20 000  |
| Reino Unido    | Platino       | 450 000 |
| Estados Unidos | Platino       | 2 000   |
| Estados Unidos | Platino       | 1 000   |

## Historial de lanzamientos
| Región         | Fecha                 | Formato(s)                                    | Discográfica   |
| -------------- | --------------------- | --------------------------------------------- | -------------- |
| Estados Unidos | 22 de febrero de 2005 | Rhythmic contemporary, contemporary hit radio | SRC, Universal |
| Estados Unidos | 4 de abril de 2005    | Urban                                         | SRC, Universal |
| Reino Unido    | 2 de mayo de 2005     | Vinilo 12", CD                                | SRC, Universal |
| Australia      | 4 de julio de 2005    | CD                                            | SRC, Universal |
| Fuente:        |                       |                                               |                |